# Hundseck
Hundseck ist ein kleiner Ort auf 884 m an der Schwarzwaldhochstraße. Das Wohngebiet gehört zu den Gemeinden Bühl, Bühlertal und Ottersweier, der Skilift zu Bühlertal. Es liegt südlich des Mehliskopfs an der Einmündung der L 80b, die vom Forbacher Ortsteil Hundsbach herkommt, in die Schwarzwaldhochstraße. Von hier aus verlaufen mehrere Skilanglaufstrecken und Wanderwege. Am Hundseck gibt es einen Skihang mit Lift, ein dazugehöriges Gasthaus, eine Skihütte, mehrere Freizeitheime und Wohnhäuser. Auffallend ist das 2012 zum Teil abgerissene Kurhaus und spätere Knappschaftsheim.

## Namensherkunft
Dem Namen nach hat der oder die Hundseck nichts mit „Hunden“ zu tun. Der Name leitet sich vielmehr vom niederdeutschen „hune“ (groß) und „eckka“ (Eck) ab und bedeutet dem Wortsinn nach ursprünglich wohl „Riesenkopf“ oder großer Vorsprung.

## Kurhaus Hundseck

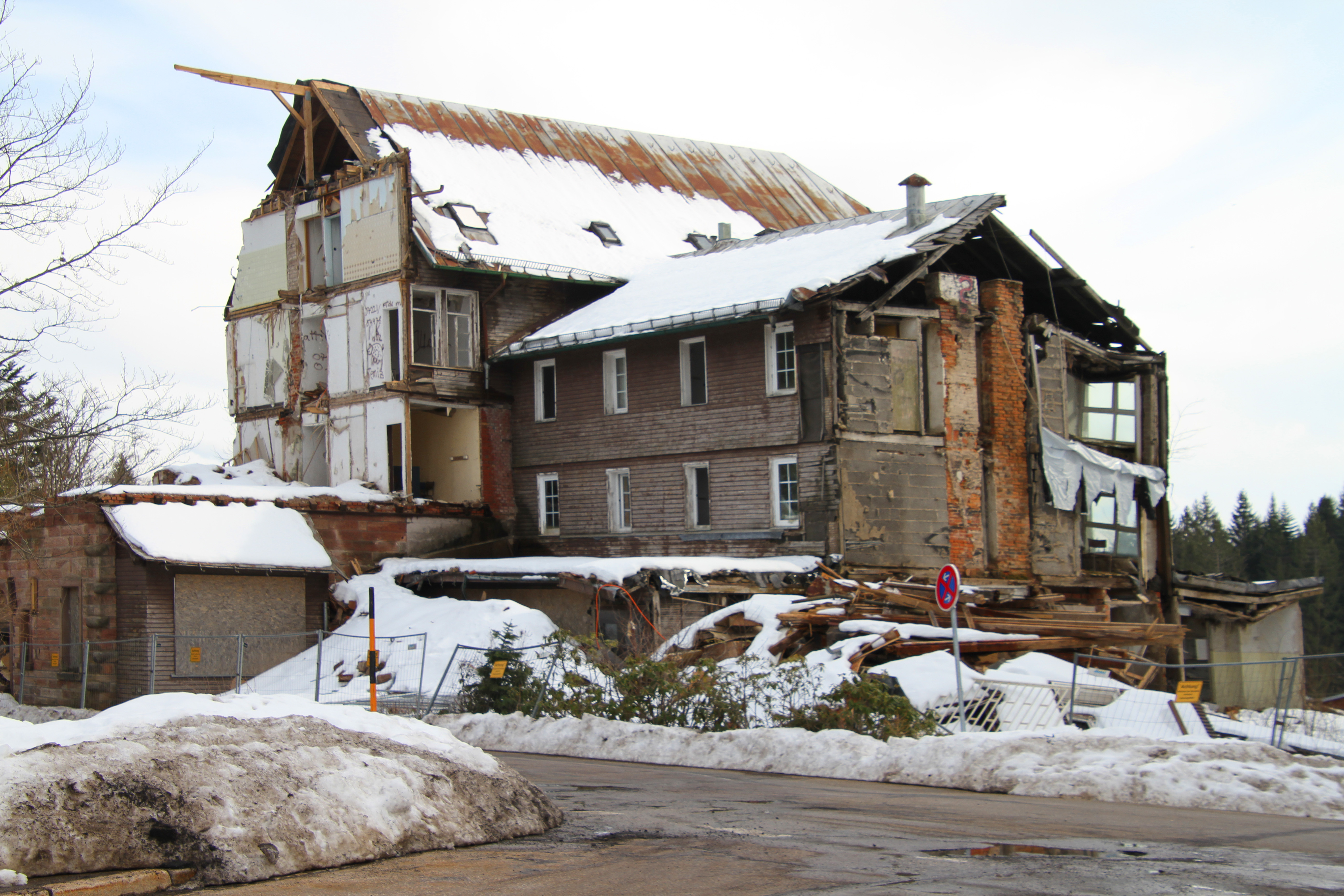
Ruine des ehemaligen Kurhauses

Das Kurhaus Hundseck wurde im 19. Jahrhundert erbaut und war zuerst ein Hotel. Später wurde ein Skihang mit Skisprungschanze erbaut, der heute nicht mehr in Betrieb ist. 1957 wurde das Haus von der Ruhrknappschaft Bochum gekauft und als Erholungsort für die Bergarbeiter aus dem Ruhrgebiet genutzt. Bei dem Orkan Lothar wurde das Haus so durchgeschüttelt, dass es als einsturzgefährdet galt. Danach wurde es mehrmals versteigert. 2012 und 2021 wurden einsturzgefährdete Gebäudeteile auf behördliche Anordnung abgerissen; der Rest steht als Ruine.